# Кашубівка (зупинний пункт)
Кашу́бівка — пасажирський залізничний зупинний пункт Полтавської дирекції Південної залізниці на електрифікованій лінії Полтава-Південна — Берестин між станціями Полтава-Південна (10 км) та Селещина (12 км). Розташований поблизу села Микільське Полтавського району Полтавської області.

## Пасажирське сполучення
На платформі Кашубівка зупиняються приміські електропоїзди сполученням Полтава — Лозова